# セントロ地方 (ポルトガル)
セントル地方 （Região Centro）は、ポルトガル中央の地方。中心都市はコインブラである。他にアヴェイル、ヴィゼウ、レイリーア、クヴィリャン、カシュテル・ブランク、フィゲイラ・ダ・フォシュ、グアルダ、カルダシュ・ダ・ライーニャの都市を含む。

## 地理
セントルは多種多様な風景を持つ。奥地は高地のある山地であり、エストレーラ山脈に囲まれている。マツやチェスナットで形成される豊富な森がある。緑に溢れた大地に河川が交差する。山の麓の渓谷は、釣りやテニス、カヌーといった充実したアウトドアの楽しみを持つ。冬季には、エストレーラ山脈でのスキーが一番の人気だが、セイア近郊の町では本格的な冬の前に人工雪を降らせてスキーが楽しめる。海岸部にはミラ、フィゲイラ・ダ・フォシュ、ナザレ、ピニーシ、アヴェイルといったいくつかの砂浜がある。セントルの目印となるのは、エストレーラ山脈自然公園、モンデーグ川、リア・ディ・アヴェイル潟などとともにポルトガル最高峰のエストレーラ山脈である。

## 準地域
10の下位地域がある。
- バイシュ・モンデーグ（Baixo Mondego）
- バイシュ・ヴォーガ（Baixo Vouga）
- ベイラ・インテリオール・ノルティ（Beira Interior Norte）
- ベイラ・インテリオール・スール（Beira Interior Sul）
- コヴァ・ダ・ベイラ（Cova da Beira）
- ダオン＝ラフォンイス（Dão-Lafões）
- ピニャル・インテリオール・ノルティ（Pinhal Interior Norte）
- ピニャル・インテリオール・スール（Pinhal Interior Sul）
- ピニャル・リストラル（Pinhal Litoral）
- セーラ・ダ・エストレーラ (準地域)（Serra da Estrela）